# Liste des chansons écrites par Michel Mallory pour Johnny Hallyday
Cet article recense les chansons écrites par Michel Mallory pour Johnny Hallyday.
Durant dix ans, de 1972 à 1982, Michel Mallory est le principal parolier de Johnny Hallyday, pour lequel l'auteur écrit ou adapte une centaine de chansons. Par la suite leur collaboration se fait plus épisodique et il faut attendre 1999 pour retrouver deux chansons de Mallory sur un album d'Hallyday.
Avec cent quatorze titres (diffusés), à son actif, Michel Mallory est le parolier qui a écrit le plus grand nombre de chansons pour Johnny Hallyday.

## Les chansons
Source pour l'ensemble de la liste, sauf indications contraires et/ou complémentaires.
Les textes sont de Michel Mallory. Les adaptations ainsi que les chansons écrites en collaboration avec un autre auteur sont indiquées. Il en va de même lorsque Mallory est compositeur d'un titre.
| Titre | Paroles                                       | Musique                                        | Date | Support |
| --- | --------------------------------------------- | ---------------------------------------------- | ---- | --- |
| Hello US USA                                                                                             |                                               | Johnny Hallyday                                | 1972 | 45 tours 6009215 et album Country, Folk, Rock |
| Apprendre à vivre ensemble (Space Captain) en duo avec Nanette Workman                                   | adaptation                                    | Matthew Moore                                  | 1972 | 45 tours 6061300 (il s'agit d'un single de Nanette Workman, produit par Johnny Hallyday) |
| Ma main au feu                                                                                           |                                               | Michel Mallory                                 | 1972 | album Country, Folk, Rock |
| Joe, la ville et moi                                                                                     |                                               | M. Benoît                                      | 1972 | album Country, Folk, Rock |
| Sauvez-moi (Salvation)                                                                                   | adaptation                                    | Craig Doerge, Judy Henske                      | 1972 | album Country, Folk, Rock |
| Avant |                                               | Johnny Hallyday                                | 1972 | 45 tours 6009268 |
| Tu peux partir si tu le veux                                                                             |                                               | Johnny Hallyday                                | 1972 | 45 tours 6009268 et album Insolitudes |
| Un parmi les autres (One of the many)                                                                    | adaptation                                    |                                                | 1972 | restée inédite jusqu'en 1993 |
| La musique que j'aime                                                                                    |                                               | Johnny Hallyday                                | 1973 | 45 tours 6009334 et album Insolitudes |
| Le sorcier, le maudit                                                                                    |                                               | Angelo Finaldi, Richard Tate                   | 1973 | album Insolitudes |
| La prison des orphelins (en duo avec Michel Mallory)                                                     |                                               | Johnny Hallyday                                | 1973 | album Insolitudes |
| Soupçons (Suspicions mind)                                                                               | adaptation                                    | M. James                                       | 1973 | album Insolitudes |
| Le feu                                                                                                   |                                               | Gary Wright                                    | 1973 | album Insolitudes |
| La solitude                                                                                              |                                               | Spagnuolo, E Carillo                           | 1973 | album Insolitudes |
| Moraya                                                                                                   |                                               | Gary Wright                                    | 1973 | album Insolitudes |
| J'ai besoin d'un ami                                                                                     |                                               | Johnny Hallyday                                | 1973 | album Insolitudes |
| Le droit de vivre                                                                                        |                                               | Johnny Hallyday                                | 1973 | album Insolitudes |
| J'ai un problème (en duo avec Sylvie Vartan)                                                             |                                               | Jean Renard                                    | 1973 | 45 tours 6009384 et album (de Sylvie Vartan) J'ai un problème |
| Te tuer d'amour (en duo avec Sylvie Vartan)                                                              |                                               | J. Ploquin                                     | 1973 | 45 tours 6009384 et album (de Sylvie Vartan) J'ai un problème |
| Bye bye Baby (en duo avec Sylvie Vartan) Version longue                                                  |                                               | Eddie Vartan                                   | 1973 | 45 tours PEP 9120 monoface entretien Sylvie Johnny + duo inédit restée inédite jusqu'en 2012 |
| Noël interdit                                                                                            |                                               | Johnny Hallyday                                | 1973 | 45 tours 6009419 |
| Fou d'amour                                                                                              |                                               | Pierre Porte                                   | 1973 | 45 tours 6009419 |
| Prends ma vie                                                                                            |                                               | Jean Renard                                    | 1974 | 45 tours 6009478 album Je t'aime, je t'aime, je t'aime |
| Trop belle, trop jolie                                                                                   |                                               | Johnny Hallyday                                | 1974 | 45 tours 6009478 album Je t'aime, je t'aime, je t'aime |
| Je t'aime, je t'aime, je t'aime                                                                          |                                               | Jean Renard                                    | 1974 | 45 tours 6009510 et album Je t'aime, je t'aime, je t'aime |
| Danger d'amour                                                                                           |                                               | Johnny Hallyday                                | 1974 | 45 tours 6009510 et album Je t'aime, je t'aime, je t'aime |
| Mon amour perdu                                                                                          |                                               | Michel Mallory                                 | 1974 | album Je t'aime, je t'aime, je t'aime |
| Hey Louisa                                                                                               |                                               | Gary Wright                                    | 1974 | album Je t'aime, je t'aime, je t'aime |
| Jai pleuré sur ma guitare (Loving arms)                                                                  | adaptation                                    | Tom Jans                                       | 1974 | album Je t'aime, je t'aime, je t'aime |
| Je construis des murs autour de mes rêves                                                                |                                               | Johnny Hallyday                                | 1974 | album Je t'aime, je t'aime, je t'aime |
| Chanson pour Lily                                                                                        |                                               | Michel Mallory                                 | 1974 | album Je t'aime, je t'aime, je t'aime |
| Le rock'n'roll                                                                                           |                                               | Michel Mallory                                 | 1974 | album Je t'aime, je t'aime, je t'aime |
| Johnny rider                                                                                             |                                               | Sam Bernett, Jean-Marc Deuterre                | 1974 | 45 tours 6009545 et album Rock'n'Slow |
| Le Bol d'Or                                                                                              |                                               | Johnny Hallyday                                | 1974 | 45 tours 6009545 |
| Rock'n'roll man                                                                                          |                                               | Tommy Brown                                    | 1974 | album Rock'n'Slow |
| 17 ans                                                                                                   |                                               | Michel Mallory                                 | 1974 | album Rock'n'Slow |
| À propos de mon père                                                                                     |                                               | M. Benoît                                      | 1974 | album Rock'n'Slow |
| Laisse moi le temps de t'aimer                                                                           |                                               | J. Ploquin                                     | 1974 | album Rock'n'Slow |
| Les grands enfants                                                                                       |                                               | Eddie Vartan                                   | 1974 | restée inédite jusqu'en 1993 |
| Hey ! Lovely Lady                                                                                        |                                               | Johnny Hallyday                                | 1975 | 45 tours 6009664 et album La terre promise |
| Ma chérie, c'est moi (It'Il Be Me)                                                                       | adaptation                                    | Jack Clement                                   | 1975 | album Rock à Memphis |
| Jeanie Jeanie et ta sœur (Jeanie Jeanie Jeanie)                                                          | adaptation                                    | G. Motola, R. Page                             | 1975 | album Rock à Memphis |
| Ma Mississipi Queen (Get Back Memphis)                                                                   | adaptation                                    | W. Jackson, E. Wayne                           | 1975 | album Rock à Memphis |
| Memphis USA (Memphis, Tennessee)                                                                         | adaptation                                    | Chuck Berry                                    | 1975 | album Rock à Memphis |
| Oh Sally (Long Tall Sally)                                                                               | adaptation                                    | R. Blackwell, Johnson, R. Penniman             | 1975 | album Rock à Memphis |
| Comme un fou (Stuck On You)                                                                              | adaptation                                    | A. Schroccler, Mc Farland                      | 1975 | album Rock à Memphis |
| Qu'est-ce-que tu fais à l'école (High School Confidential)                                               | adaptation                                    | Q.L. Lewis, R. Hargarve                        | 1975 | album Rock à Memphis |
| Adieu Miss Molly (Good Golly, Miss Molly)                                                                | adaptation                                    | Robert Blackwell, John Marascalco              | 1975 | album Rock à Memphis |
| La terre promise (Promised Land)                                                                         | adaptation                                    | Chuck Berry                                    | 1975 | 45 tours 6042042 et album La terre promise |
| La première fois                                                                                         |                                               | Johnny Hallyday                                | 1975 | 45 tours 6042042 et album La terre promise |
| L'histoire de Bobby Mc Gee (Me and Bobby McGee)                                                          | adaptation                                    | Kris Kristofferson, F. Foster                  | 1975 | album La terre promise |
| Je t'aime à l'infini                                                                                     |                                               | Johnny Hallyday                                | 1975 | album La terre promise |
| C'est bon (Rave on)                                                                                      | adaptation                                    | B. Tilgman, West, N. Pem                       | 1975 | album La terre promise |
| Les larmes de Bélinda (Linda on my mind)                                                                 | adaptation                                    | C.Twituy                                       | 1975 | album La terre promise |
| Quand je reviendrai (Got you on my mind)                                                                 | adaptation                                    | J. Thomas, H. Biggs                            | 1975 | album La terre promise |
| Tout ce que tu veux (Baby you got it)                                                                    | adaptation                                    | B. Peters                                      | 1975 | album La terre promise |
| Promesses (Burning love)                                                                                 | adaptation                                    | D. Linde                                       | 1975 | album La terre promise |
| La ruée vers l'or (You're the one)                                                                       | adaptation                                    | R.E. Morrison                                  | 1975 | album La terre promise |
| Une fille sans importance (Here comes everybody's baby)                                                  | adaptation                                    | R. Rachels                                     | 1975 | album La terre promise |
| Train sans espoir (Mystery Train)                                                                        | adaptation                                    | J. Parker                                      | 1975 | restée inédite jusqu'en 1993 |
| Une nuit sans toi (One Night Whith You)                                                                  | adaptation                                    | Dave Bartholomew, Pearl King                   | 1975 | restée inédite jusqu'en 1993 |
| Il faudra plus de temps que m'en donnera ma vie (Lovin' her was easier than anything I'll ever do again) | adaptation                                    | Kris Kristofferson                             | 1975 | restée inédite jusqu'en 2012 (Michel Mallory enregistre également cette chanson, en 1975, sur son album ...D'Aubervilliers à Nashville, avec un titre légèrement différent : Pour l'oublier, il me faudra plus de temps que m'en donnera ma vie) |
| Rendez-vous en enfer                                                                                     |                                               | Gérard Layani                                  | 1976 | album Derrière l'amour |
| Né pour vivre sans amour                                                                                 | paroles en collaboration avec Johnny Hallyday | Johnny Hallyday, Michel Mallory                | 1976 | album Derrière l'amour |
| Au secours                                                                                               | paroles en collaboration avec Pierre Billon   | Tommy Brown                                    | 1977 | album C'est la vie |
| La première pierre                                                                                       |                                               | Tim hinkley                                    | 1978 | 45 tours 6172158 et album Solitudes à deux |
| Salut Charlie                                                                                            |                                               | Johnny Hallyday, Michel Mallory                | 1978 | album Solitudes à deux |
| Revoilà ma solitude (Sweet music man)                                                                    | adaptation                                    | Kenny Rogers                                   | 1978 | album Solitudes à deux |
| Va te cacher                                                                                             |                                               | Érick Bamy                                     | 1978 | album Solitudes à deux |
| Lolita                                                                                                   |                                               | Kim Morrison                                   | 1978 | album Solitudes à deux |
| Un coup pour rien                                                                                        |                                               | Érick Bamy                                     | 1978 | album Solitudes à deux |
| Le pétrole                                                                                               |                                               | Michel Mallory                                 | 1978 | album Solitudes à deux |
| Je vous la donne                                                                                         |                                               | John Goodison, Phil Wainman                    | 1978 | album Solitudes à deux |
| Le bon temps du rock and roll (Old Time Rock and Roll)                                                   | adaptation                                    | George Jackson, Thomas E. Jones III            | 1979 | album Hollywood |
| Tout m'enchaîne (Cryin' Shame)                                                                           | adaptation                                    | S. Beckmeier, S. Berlin                        | 1979 | album Hollywood |
| Tu n'es pas la seule fille au monde (You're the only one I ever needed)                                  | adaptation                                    | R. Patton                                      | 1979 | album Hollywood |
| Le cœur comme une montagne (Isn't it time)                                                               | adaptation                                    | R. Kennedy                                     | 1979 | album Hollywood |
| Ce que tu as fait de moi                                                                                 |                                               | Eddie Vartan, Michel Mallory                   | 1979 | album Hollywood |
| Fais ce que je dis (pas ce que je fais)                                                                  |                                               | F. Miller                                      | 1979 | album Hollywood |
| Dommage (I need you so blady)                                                                            | adaptation                                    | S. Beckmeier, F. Beckmeier                     | 1979 | album Hollywood |
| Comme un voleur (You're gonna get what's coming)                                                         | adaptation                                    | Robert Palmer                                  | 1979 | album Hollywood |
| T'as le bonjour de l'amour (You can get it if you really want)                                           | adaptation                                    | Jimmy Cliff                                    | 1979 | album Hollywood |
| Elle est vraiment dingue                                                                                 |                                               | Eddie Vartan                                   | 1979 | issue des sessions d'enregistrement de l'album Hollywood, ce titre est resté inédit jusqu'en 2014 |
| À partir de maintenant                                                                                   |                                               | Michel Mallory                                 | 1980 | 45 tours 6010216 et album À partir de maintenant |
| Qu'est-ce qu'elle fait                                                                                   |                                               | Franck Langolff                                | 1980 | 45 tours 6010216 et album À partir de maintenant |
| Le chanteur sans amour                                                                                   |                                               | Johnny Hallyday                                | 1980 | album À partir de maintenant |
| La seule fille que j'aime (You are the girl I love)                                                      | adaptation                                    | Steve Goodman                                  | 1980 | album À partir de maintenant |
| La fille de l'hiver                                                                                      |                                               | Johnny Hallyday                                | 1980 | album À partir de maintenant |
| Guerre (Red)                                                                                             | adaptation                                    | J. Carter, Sammy Hagar                         | 1980 | 45 tours 6010298 et album En pièces détachées (1981) |
| Deux étrangers (Brave strangers)                                                                         | adaptation                                    | Bob Seger                                      | 1981 | album En pièces détachées |
| Je peux te faire l'amour                                                                                 |                                               | Serge Haouzi                                   | 1981 | album En pièces détachées |
| Lady Divine                                                                                              |                                               | Johnny Hallyday                                | 1981 | album En pièces détachées et album Live (paroles légèrement différentes) |
| Excusez-moi de chanter encore du Rock'n'Roll                                                             |                                               | Mort Shuman                                    | 1981 | album En pièces détachées |
| Cette fille là                                                                                           |                                               | Michel Mallory, Johnny Hallyday                | 1981 | album En pièces détachées |
| Le blues, ma guitare et moi                                                                              |                                               | Mort Shuman                                    | 1981 | album En pièces détachées |
| Je t'ai aimé                                                                                             |                                               | Michel Mallory                                 | 1981 | 45 tours 6010389 et album Pas facile |
| Le cœur fermé                                                                                            |                                               | Mort Shuman                                    | 1981 | 45 tours 6010389 |
| C'est pas facile (Yesterday dream)                                                                       | adaptation                                    | Brian Cadd                                     | 1981 | album Pas facile |
| II ne faut pas me ressembler                                                                             |                                               | Mort Shuman                                    | 1981 | album Pas facile |
| Bats-toi pour l'amour (Fight for love)                                                                   | adaptation                                    | P. Roberts                                     | 1981 | album Pas facile |
| Comme une femme                                                                                          |                                               | Mort Shuman                                    | 1981 | album Pas facile |
| Le rock'n'roll c'est comme ça (Ain't much fun)                                                           | adaptation                                    | Brian Hodgson, Ray Peters                      | 1981 | album Pas facile |
| J'en ai marre                                                                                            |                                               | Érick Bamy                                     | 1981 | album Pas facile |
| Il n'y a plus de géant à l'est d'Eden                                                                    |                                               | Michel Mallory                                 | 1981 | album Pas facile |
| Toujours le même Still The Same (en)                                                                     | adaptation                                    | Bob Seger                                      | 1981 | album Pas facile |
| Je ne pourrai jamais l'oublier (Why Does This Girl Give Me Fever)                                        | adaptation                                    | Glen Ballard                                   | 1981 | album Pas facile |
| Cure de blues                                                                                            |                                               | Michel Mallory, Johnny Hallyday                | 1982 | album Quelque part un aigle |
| Décalage horaire                                                                                         | paroles en collaboration avec Pierre Billon   | Bruno Victoire, Pierre Billon, Johnny Hallyday | 1982 | album Quelque part un aigle |
| Un jour viendra                                                                                          |                                               | David Hallyday                                 | 1999 | album Sang pour sang |
| Si tu m'aimais                                                                                           |                                               | David Hallyday                                 | 1999 | album Sang pour sang |
| Une femme                                                                                                |                                               | Michel Mallory                                 | 2002 | double album À la vie, à la mort |
| Arrête le temps                                                                                          |                                               | David Hallyday                                 | 2002 | double album À la vie, à la mort |
| Que restera-t-il                                                                                         | adaptation                                    | John Fogerty                                   | 2003 | album Parc des Princes 2003 |
| Apprendre à aimer                                                                                        | paroles en collaboration avec Johnny Hallyday | Johnny Hallyday                                | 2005 | album Ma vérité |
| Rock'n'roll star (avec Fabrice Luchini)                                                                  |                                               | Michel Mallory                                 | 2006 | CD BO Jean-Philippe |
| Chavirer les foules                                                                                      |                                               | Michel Mallory                                 | 2007 | album Le cœur d'un homme |
| L'amore solu (avec Michel Mallory)                                                                       |                                               | Michel Mallory                                 | 2007 | album Sentimenti de Michel Mallory (Cité dans un souci d'exhaustivité, Johnny Hallyday effectuant ici une participation sur un album de Mallory)                                                                                                 |
| Ce monde est merveilleux (avec Line Renaud) (What a Wonderful World)                                     | adaptation                                    | Bob Thiele, George Weiss                       | 2010 | album Rue Washington de Line Renaud (Cité ici dans un souci d'exhaustivité, Johnny Hallyday effectuant une participation sur un album de Line Renaud)                                                                                            |

## Pour compléter
- Michel Mallory consacre une chanson à Johnny Hallyday en 1975 : Johnny ne laisse pas ta musique te tuer (album ...D'Aubervilliers à Nashville). Sur le même 33 tours, il évoque le chanteur sur le titre J'aime.